# Biloxi (indianstam)
För andra betydelser av Biloxi, se Biloxi.

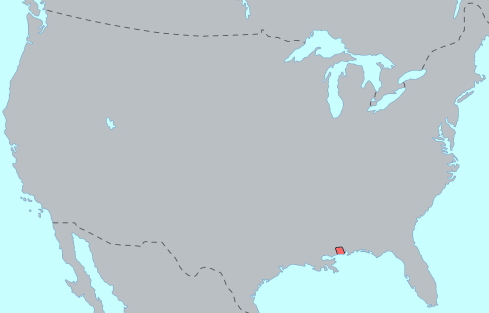
Området där biloxi en gång talades.

Biloxi, egentligen Tanêksa, är en siouxspråkig indianstam. Den påträffades första gången av européer 1699 i närheten av den nuvarande staden Biloxi. Under trycket från de vita kolonisatörerna tvingades biloxierna flytta västerut till Texas, där ett fåtal av dem fortfarande finns. Biloxispråket är sedan 1930-talet ett utdött språk.
Vid folkräkningen 2000 rapporterade 466 människor att de räknade de sig som helt eller delvis Biloxi.